# Legami di sangue - Deadfall
Legami di sangue - Deadfall (Deadfall) è un film del 2012 diretto da Stefan Ruzowitzky.

## Trama
Dopo una rapina al casinò, i fratelli Addison e Liza scappano nel Michigan. Decidono di separarsi quando il loro autista viene ferito a morte in un incidente d'auto e Addison uccide un agente di polizia che passa di lì e li va a soccorrere. Decidono di attraversare il confine tra Stati Uniti e Canada durante una bufera di neve. Dopo aver raccolto i soldi, Addison decide di separarsi provvisoriamente da Liza per avere più possibilità di fuga in quanto saranno presto braccati dalla polizia, i due si rincontreranno al confine col Canada.
Nel frattempo, dopo essere stato scarcerato, l'ex pugile Jay chiama i suoi genitori, lo sceriffo in pensione Chet e sua moglie June, per dirgli che sarà a casa per il Ringraziamento. Affronta il suo ex allenatore a Detroit, chiedendo i soldi che gli dovevano e di chiarire i sospetti che sia stato lui a mandarlo in galera. I due litigano e Jay, pensando di averlo ucciso e non volendo tornare in prigione, fugge.
Hannah, la vice e figlia dello sceriffo, è invitata a unirsi ai genitori di Jay per la cena del Ringraziamento. Viene trattata male da suo padre, lo sceriffo Becker, che non vuole includerla nella caccia ai fuggitivi anche perché si avvicina una bufera di neve. Hannah, che è stata accettata per essere addestrata per l'FBI, scusa il comportamento di suo padre a causa della perdita della moglie diversi anni fa.
Jay, che si sta recando dai genitori, trova una Liza tremante sulla strada e le offre un passaggio fino alla stazione di servizio più vicina. Nel frattempo, vagando nella neve, Addison uccide un cacciatore, perdendo un mignolo nella lotta, e gli ruba la motoslitta che, alquanto danneggiata, deve poi abbandonare, ma non prima di aver cauterizzato la ferita sul motore ancora caldo.
Quando Jay e Liza si fermano in un bar durante la bufera di neve, lei torna di nascosto al suo pick-up, trova l'indirizzo di Jay e lascia un messaggio ad Addison per incontrarla dai genitori di Jay. Si sviluppa una relazione romantica tra Jay e Liza, che fanno sesso in un motel. Intanto Addison trova una capanna nel bosco e uccide il padre violento della famiglia la cui figlia si chiama appunto Liza.
Hannah viene chiamata per indagare sulla situazione nella cabina. Nel frattempo, rendendosi conto che prova qualcosa per Jay, Liza chiama Addison per dire che procedere con il piano e che troverà un altro passaggio. Jay confessa i suoi sentimenti per lei e Liza spiega come suo fratello fosse il suo protettore dal padre violento, ucciso quando erano giovani.
Hannah e due ufficiali raggiungono la capanna nel bosco e trovano Addison che fugge su una motoslitta con Hannah e l'altro ufficiale che lo inseguono senza successo.
Addison arriva a casa di Jay e tiene prigionieri i suoi genitori. Quando Liza e Jay arrivano per la cena del Ringraziamento, Addison all'inizio finge di non sapere chi sia Liza. Cenano insieme e Addison vede Liza agire in modo protettivo nei confronti di Jay e della sua famiglia. Hannah, intanto, riceve una chiamata da un detective di Detroit sull'allenatore di Jay, che si sta riprendendo da una commozione cerebrale e va a casa dei genitori di Jay ma viene presa prigioniera da Addison.
Becker trova la motoslitta di Addison a casa, estrae un'arma ed entra. Spara ad Addison, ma si scopre che è sua figlia, Hannah, vestita di nascosto da Addison con la sua stessa giacca. Becker viene poi colpito da Addison. All'esterno inizia una lotta tra Jay e Addison. Jay supera Addison ma lo rilascia quando Liza lo prega, ricordando a Jay che Addison è suo fratello. Addison punta un'altra pistola contro Jay e sfida Jay a proclamare il suo amore per Liza, cosa che fa Jay. Prima che Addison possa decidere cosa fare dopo, Liza gli spara fatalmente. Altri poliziotti arrivano per scoprire che la vita di Hannah è stata salvata da un giubbotto antiproiettile.

## Produzione

### Budget
Il film ottiene un budget di circa 12 milioni di dollari.

### Riprese
Le riprese sono iniziate il mese di marzo 2011 e si sono svolte a Montréal, in Canada.

## Distribuzione
Il primo trailer del film è uscito online il 9 agosto 2012.
Il film è stato presentato al Tribeca Film Festival il 22 aprile 2012. È stato distribuito nelle sale statunitensi il 7 dicembre 2012, mentre in Europa arriva a fine novembre.